# Dynastor
Dynastor é um gênero de borboletas neotropicais da família Nymphalidae, subfamília Satyrinae e tribo Brassolini, nativas do México até a Argentina e proposto por Doubleday em 1849. São borboletas crepusculares e os únicos Brassolini que utilizam bromélias (Bromeliaceae) como plantas hospedeiras de suas lagartas, que são dotadas de projeções similares a chifres (escolos) na cabeça e na cauda. Nos adultos, machos são menores que as fêmeas.

## Espécies
As três espécies do gênero Dynastor podem ser separadas pela seguinte chave:
1-Borboletas, vistas por baixo, com a parte superior das asas dianteiras dotadas de um par de ocelos de coloração verde, com margens grossas e amarelas. / Dynastor macrosiris (Westwood, 1851)
2-Borboletas, vistas por baixo, sem apresentar ocelos na parte superior das asas dianteiras:
2a-Borboletas, vistas por cima, sem apresentar uma grossa faixa alaranjada margeando as asas posteriores. / Dynastor darius (Fabricius, 1775)
2b-Borboletas, vistas por cima, com uma grossa faixa alaranjada margeando as asas posteriores. / Dynastor napoleon Doubleday, [1849]